# Temporada del 2009 de pilota valenciana
Heus ací un resum de les principals competicions de Pilota valenciana jugades íntegrament o acabades l'any 2009.

## Professionals

### Escala i corda
| Competició                            | Campió                        | Subcampió                       |
| ------------------------------------- | ----------------------------- | ------------------------------- |
| Circuit Bancaixa                      | Genovés II, Salva i Héctor II | Soro III, Tato i Oñate          |
| Individual                            | Álvaro                        | Genovés II                      |
| Copa Diputació                        | Soro III, Fèlix i Héctor II   | León, Sarasol II i Santi        |
| Super Copa                            | Genovés II, Salva i Héctor II | Álvaro, Jesús i Herrera         |
| Trofeu Diputació de Castelló          | Colau, Dani i Pedrito         | Soro III i Fèlix                |
| Màsters Ciutat de València            | Víctor i Dani                 | Álvaro i Sarasol II             |
| Trofeu Ciutat de Dénia                | Miguel i Tato                 | Núñez, Sarasol II i Hèctor      |
| Trofeu Ciutat de Llíria               | Núñez, Jesús i Héctor         | Colau, Fèlix i Herrera          |
| Trofeu Hnos. Viel                     | León, Grau i Herrera          | Genovés II, Sarasol II i Hèctor |
| Trofeu Mancomunitat de la Ribera Alta | Miguel i Dani                 | Genovés II i Sarasol II         |
| Trofeu Nadal de Benidorm              | León i Dani                   | Miguel i Fèlix                  |
| Trofeu Universitat de València        | Genovés II i Solaz            | Soro III i Dani                 |
| Trofeu Vidal                          | Núñez, Grau i Sarasol II      | León, Dani i Fèlix              |
| Trofeu Superdeporte                   | Miguel, Grau i Solaz          | Genovés II i Tato               |

### Frontó
| Competició                                   | Campió               | Subcampió               |
| -------------------------------------------- | -------------------- | ----------------------- |
| Obert d'Albal                                | Álvaro i Fageca      | Genovés II i Espinola   |
| Trofeu Costa Blanca                          | Lasa III i Xala      | Genovés II i Sarasol II |
| Trofeu Platges de Moncofa                    | No es juga           |                         |
| Trofeu President de la Diputació de València | Genovés II i Montesa | Álvaro i Espinola       |

### Galotxa
| Competició       | Campió                                | Subcampió                     |
| ---------------- | ------------------------------------- | ----------------------------- |
| Trofeu Moscatell | Genovés II, Grau, Zanón i Juan Carlos | Álvaro, Raül II, Jaume i Cano |

### Raspall
| Competició                            | Campió                        | Subcampió              |
| ------------------------------------- | ----------------------------- | ---------------------- |
| Individual                            | Waldo                         | Coeter II              |
| Campionat per equips                  | Waldo, Salva i Xoto           | Gorxa, Agustí i Javier |
| Trofeu Gregori Maians                 | Carlos, Coeter II i Javi      | Waldo i Leandro III    |
| Mancomunitat de municipis de la Safor | Juan Carlos, Coeter II i Javi | Juan, Galán i Dorín    |

## Aficionats

### Escala i corda
| Competició          | Campió                        | Subcampió               |
| ------------------- | ----------------------------- | ----------------------- |
| Lliga Caixa Popular | Sergi, Monrabal II i Cristian | Santi II, Víctor i José |

### Frontó
| Competició | Campió           | Subcampió       |
| ---------- | ---------------- | --------------- |
| Individual | Pasqual II       | Adrián II       |
| Parelles   | Lemay i Zacarías | Salva i Montesa |

### Galotxa
| Competició       | Campió                | Subcampió                  |
| ---------------- | --------------------- | -------------------------- |
| El Corte Inglés  | Aj. de Montserrat     | Ovocity-Marquesat d'Alfarb |
| Interpobles      | El Manar Massalfassar | Aj. Benidorm               |
| Supercopa        | El Manar Massalfassar | Caja Campo Godelleta       |
| Copa Generalitat | Caja Campo Godelleta  | Aj. Beniparrell            |

### Llargues
| Competició                 | Campió      | Subcampió |
| -------------------------- | ----------- | --------- |
| Lliga a Llargues d'Alacant | El Campello | Tibi      |

#### Palma
| Competició    | Campió | Subcampió |
| ------------- | ------ | --------- |
| Lliga a Palma | Murla  | Sella     |

### Perxa
| Competició    | Campió    | Subcampió |
| ------------- | --------- | --------- |
| Lliga a Perxa | Ontinyent | Sella     |

### Raspall
| Competició                       | Campió      | Subcampió   |
| -------------------------------- | ----------- | ----------- |
| Autonòmic de Raspall al carrer   | Rafelbunyol | El Genovés  |
| Autonòmic de Raspall en trinquet | Alzira      | Rafelbunyol |

| Precedit per: Temporada del 2008 de pilota valenciana | Temporada del 2009 de pilota valenciana 2009 | Succeït per: Temporada del 2010 de pilota valenciana |